# 棕柄叉蕨
棕柄叉蕨（学名：Tectaria consimilis）为叉蕨科叉蕨属下的一个种。